# Список цепелінів

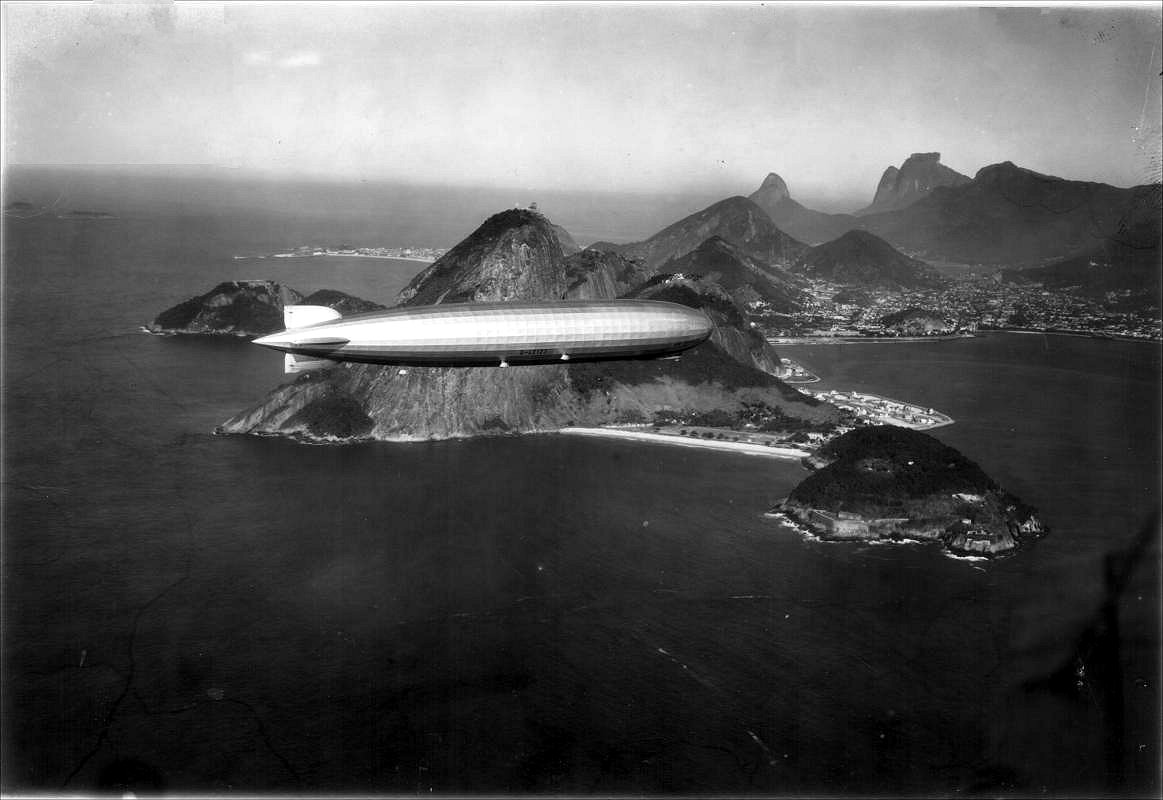
Дирижабль LZ 127 «Граф Цепелін» в польоті над Ріо-де-Жанейро, 25 травня 1930 року

Це повний список дирижаблів побудованих німецькою компанією «Luftschiffbau Zeppelin GmbH» з 1900 по 1938 роки. Інші жорсткі дирижаблі, які також іноді називають цепелінами, але які не були побудовані компанією «Luftschiffbau Zeppelin GmbH», до цього списку не включені.
Компанія «Luftschiffbau Zeppelin GmbH», що базувалась у Фрідріхсгафені, Німеччина, називала свої дирижаблі «LZ 1/2/3/…» , де LZ означає «Luftschiff Zeppelin» (укр. дирижабль цепелін). Крім того, найбільш відомі цивільні дирижаблі компанії отримували власну назву («Граф Цепелін», «Гінденбург»), а дирижаблі які використовувалися на війні зазвичай отримували військову (тактичну) назву: «Z I/II/ІІІ/…», або «L 1/2/3/…».

## Цепеліни побудовані до Першої світової війни
| Виробнича назва | Цивільна або військова (тактична) назва | Використання                                  | Об'єм, м³ | Перший політ      | Останній політ           | Зображення | Примітки |
| LZ 1            |                                         | експериментальний                             | 11 300 м³ | 2 липня 1900      | 24 жовтня 1900           |            | Перший дирижабль створений за кошти графа Фердинанда фон Цепеліна. Здійснив три польоти, під час яких побив попередній рекорд швидкості для дирижаблів, який раніше встановив французький дирижабль «La France». Був демонтований у 1901 році через брак коштів на ремонт. |
| LZ 2            |                                         | експериментальний                             | 11 300 м³ | 17 листопада 1905 | 17 січня 1906            |            | Перший політ в листопаді 1905 року був невдалий, дирижабль не зміг піднятися над Боденським озером. В січні 1906 здійснив більш вдалу другу спробу польоту, яка втім також завершилась аварійною посадкою, після якої дирижабль було пошкоджено настільки, що він не підлягав ремонту. |
| LZ 3            | ZI                                      | експериментальний, військовий                 | 12 200 м³ | 9 жовтня 1906     | 1913 рік                 |            | Перший справді успішний цепелін. Здійснив ряд тривалих польотів на великі відстані, перш ніж був переобладнаний для військових цілей і придбаний німецькою армією в 1908 році. Використовувався для тренувальних польотів. Був зняттий з експлуатації в 1913 році. |
| LZ 4            |                                         | військовий                                    | 15 000 м³ | 20 червня 1908    | 5 серпня 1908            |            | Військовий дирижабль, який здійснив ряд тривалих польотів. 1 липня 1908 року здійснив перший 12-годинний політ, а 4 серпня 1908 року спробував здійснити рекордний 24-годинний політ, але вже після перших 12 годин вимушено приземлився біля Ехтердінгена для ремонту двигуна. Наступного дня, 5 серпня 1908 року, сильний вітер обірвав його швартові троси під час шторму, після чого дирижабль впав на землю і згорів. |
| LZ 5            | Z ІІ                                    | військовий                                    | 15 000 м³ | 26 травня 1909    | 24 квітня 1910           |            | Військовий експериментальний дирижабль. В червні 1909 року здійснив переліт між Боденським озером і Біттерфельдом й пролетів 1194 км за 38 год 40 хв. Був проданий німецькій армії, отримав нову назву «Z ІІ» і як військовий дирижабль здійснив 16 успішних польотів подолавши загальну відстань 2478 км. 25 квітня 1910 року під час шторму відірвався від швартових тросів, врізався у пагорб і розламався на дві частини біля містечка Вайльбург. |
| LZ 6            | Z ІІІ                                   | військовий, транспортна компанія «DELAG»      | 16 000 м³ | 25 серпня 1909    | 14 вересня 1910          |            | Дирижабль було створено для військових цілей і він отримав тактичну назву «Z ІІІ». Проте згодом, «LZ 6» став першим цивільним дирижаблем, який використовувався для перевезень пасажирів і вантажів німецькою транспортовою компанією «DELAG». Здійснив 34 успішні пасажирські та поштові рейси. Також, на «LZ 6» були проведені перші експерименти з бездротовим радіо зв'язком. 14 вересня 1910 року був випадково знищений вогнем у своєму елінгу біля Баден-Бадену, внаслідок пожежі, яка розпочалась під час ремонту одного з двигунів. |
| LZ 7            | «Deutschland»                           | транспортна компанія «DELAG»                  | 19 300 м³ | 19 червня 1910    | 28 червня 1910           |            | Комерційний дирижабль створений для компанії «DELAG». 22 червня 1910 року здійснив успішний рейс до Дюсельдорфа і перевіз 20 пасажирів. Проте, вже через тиждень, 28 червня 1910 року, здійснюючи показовий політ у якому серед пасажирів було 19 запрошених журналістів, в дирижабля відмовив один двигун над Тевтобурзьким лісом. Він впав на дерева і був пошкоджений без можливості ремонту. |
| LZ 8            | «Deutschland ІІ»                        | транспортна компанія «DELAG»                  | 19 300 м³ | 30 березня 1911   | 16 травня 1911           |            | Дирижабль повторював конструкцію «Deutschland» і був побудований з окремих елементів, які вціліли після його аварії. Здійснив 24 рейси із 129 пасажирами і подолав загальну відстань 2379 км. Вже після першого місяця експлуатації, 16 травня 1911 року, сильний порив вітру штовхнув дирижабль на елінг аеродрому Дюсельдорф і він був зруйнований. |
| LZ 9            | Z II                                    | навчальний, військовий                        | 17 800 м³ | 2 жовтня 1911     | 1 серпня 1914 (списаний) |            | Третій військовий цепелін. Після перших успішних польотів дирижабль був прийнятий на озброєння німецької армії, як заміна «Z II», проте був трохи більшим за нього. Здебільшого, німецькі військові використовували його для навчальних і тренувальних польотів. В серпні 1914 року визнаний технічно застарілим і був списаний. |
| LZ 10           | «Schwaben»                              | транспортна компанія «DELAG»                  | 16 500 м³ | 26 червня 1911    | 28 червня 1912           |            | Один з найуспішніших комерційних дирижаблів компанії «DELAG». Здійснив 224 рейси і перевіз 4354 пасажирів. Сукупно пролетів понад 27 000 км. В липні 1911 року здійснив політ між Боденським озером і швейцарським Цюріхом. Здійснив перші поштові авіарейси дирижаблів цепеліна. Був знищений 28 червня 1912 року, коли під час шторму врізався у стіну власного елінгу. |
| LZ 11           | «Viktoria Luise»                        | транспортна компанія «DELAG», військовий      | 18 700 м³ | 19 лютого 1912    | 8 жовтня 1915            |            | Дирижабль був створений для компанії «DELAG» і протягом 1912-1914 років він здійснив 489 успішних комерційних рейсів та перевіз понад 9000 пасажирів. Після початку Першої світової війни був переданий німецькій армії і став військовим навчальним дирижаблем. В жовтні 1915 року був пошкоджений і списаний військовими. Загалом здійснив понад 1400 польотів і подолав відстань понад 54 000 км. |
| LZ 12           | Z III                                   | військовий                                    | 16 500 м³ | 25 квітня 1912    | 1 серпня 1914 (списаний) |            | Став четвертим цепеліном побудованим для німецької армії. Отримав військову (тактичну) назву «Z III». Використовувався у війську до серпня 1914 року, коли через оптимізацію ресурсів і коштів був списаний військовими як технічно застарілий літальний апарат. |
| LZ 13           | «Hansa»                                 | транспортна компанія «DELAG», військовий      | 18 700 м³ | 30 липня 1912     | 1 серпня 1916 (списаний) |            | Успішний комерційний дирижабль компанії «DELAG». У вересні 1912 року здійснив 700 км політ в Данію і південну Швецію. До липня 1914 року здійснив 399 авіарейсів і перевіз 6217 пасажирів. З початком Першої світової війни став військовим дирижаблем, був озброєний двома кулеметами та виконував розвідувальні польоти над Францією і Балтійським морем. З весни 1915 року вже технічно застарілий дирижабль використовувався як навчальний, а влітку 1916 був списаний через зношеність оболонки та обладнання. |
| LZ 14           | L 1                                     | військовий флот                               | 22 500 м³ | 7 жовтня 1912     | 9 вересня 1913           |            | Перший дирижабль Цепеліна побудований для німецького військового флоту. Отримав нове військове тактичне позначення «L 1». 9 вересня 1913 року здійснював патрулювання над Північним морем, коли потрапив у грозу. Впав у море і 14 членів екіпажу з 20-ти потонули. |
| LZ 15           | заміна Z I                              | військовий                                    | 22 500 м³ | 16 січня 1913     | 19 березня 1913          |            | П'ятий військовий цепелін німецької армії. Був прийнятий на озброєння як заміна для «Z I» і використовував таке ж тактичне позначення. Виконав 33 військові польоти. Здійснюючи розвідувальний політ 19 березня 1913 року був змушений зробити аварійну посадку поблизу Карлсруе через брак палива. Вже на землі потрапив в грозу і був знищений сильними поривами вітру. |
| LZ 16           | Z IV                                    | військовий                                    | 19 500 м³ | 14 березня 1913   | осінь 1916 (списаний)    |            | Шостий військовий дирижабль німецької армії. Вже під час свого першого завдання потрапив у густий туман, залетів у Францію і був змушений приземлитись на її території біля містечка Люневіль. Французи засняли момент приземлення на кінокамери і ці фільми стали дуже популярними в їх кінотеатрах. Під час Першої світової війни брав участь в боях з росіянами на Східному фронті. В ніч з 24 на 25 вересня 1914 року здійснив бомбардування Варшави. Під час свого другого бомбардування здійснив наліт на місто Елк, але був пошкоджений значним опором російських військ, які контролювали місто. З 24 лютого 1915 року був виведений з бойових дій і став навчальним дирижаблем. Восени 1916 був списаний військовими і зданий на металобрухт в містечку Ютербог.                              |
| LZ 17           | «Sachsen»                               | транспортна компанія «DELAG», військовий флот | 20 900 м³ | 3 травня 1913     | осінь 1916 (списаний)    |            | Комерційний дирижабль компанії «DELAG», названий в честь Саксонського королівства. В червні 1913 року брав участь в урочистостях з нагоди відкриття аеропорту «Leipzig-Mockau». 26 листопада 1913 року парашутист з Бреслау «Captain Thomik» здійснив успішний стрибок з «LZ 17». Це був перший успішний стрибок з парашутом із цепеліна. Дирижабль здійснив 419 авіарейсів і перевіз понад 9800 пасажирів. Під час Першої світової війни здійснював бомбардування Антверпена в 1914 році та міст Білосток і Цеханув в 1915 році. Згодом, був переданий Німецькому військовому флоту в Кенігсберзі і через рік, восени 1916 року, був списаний військовими як застарілий дирижабль. |
| LZ 18           | L 2                                     | військовий флот                               | 27 000 м³ | 9 вересня 1913    | 17 жовтня 1913           |            | Другий військовий цепелін створений для німецького військового флоту. Отримав тактичне позначення «L 2». В день урочистої передачі дирижабля флоту, 17 жовтня 1913 року, зазнав аварії, вибухнув і повністю згорів. 28 із 30 членів екіпажу загинули одразу. Ще один загинув під час спроби порятунку і лише лейтенант Клеменс Фрайхер фон Блейль спершу вижив, але невдовзі помер в госпіталі Брітц. Причиною аварії було визнано накопичення водню з оболонки біля гондоли і його вибух одразу після старту дирижабля. |
| LZ 19           | друга заміна Z I                        | військовий                                    | 22 500 м³ | 6 червня 1913     | 13 червня 1914           |            | Сьомий військовий цепелін створений для німецької армії. Мав стати вже другою заміною для «Z I» (перший «Z I» був списаний як застарілий, а другий потрапив в аварію в березні 1913 року). Як і в його попередника, польоти «LZ 19» швидко завершились аварійною посадкою, коли він потрапив у сильну грозу поблизу французького містечка Тьйонвіль 13 червня 1914 року і був настільки сильно пошкоджений, що його довелося списати на металобрухт. |
| LZ 20           | Z V                                     | військовий                                    | 22 500 м³ | 8 липня 1913      | 28 серпня 1914           |            | Восьмий військовий цепелін німецької армії. Отримав тактичне позначення «Z V». Брав участь в боєвих діях на Східному фронті. В серпні 1914 року здійснював розвідувальні польоти над Польським Королівством і скинув дрібні бомби на російські війська, які там знаходились. 28 серпня 1914 року здійснив повітряний наліт на споруди станції Млава під час битви під Танненбергом. Оборонним вогнем противника були пробиті газові камери дирижабля і він був змушений здійснити аварійну посадку прямо на поле бою. В результаті, дирижабль було знищено, а весь екіпаж потрапив в полон до росіян. |
| LZ 21           | Z VI                                    | військовий                                    | 20 870 м³ | 10 листопада 1913 | 6 серпня 1914            |            | Дев'ятий військовий цепелін німецької армії. У серпні 1914 року дислокувався в Кельні під командуванням капітана Клейншмідта. 5 серпня 1914 року взяв участь в штурмі Льєжа і здійснив бомбардування місцевих військових фортів. Ймовірно це було перше бомбардування дирижабля здійснене під час Першої світової війни. Загинуло 9 мирних жителів, але бельгійські війська змогли пошкодити дирижабль і він вимушено приземлився біля Бонна., після чого був знищений самими німцями, щоб не потрапити до рук ворога. |
| LZ 22           | Z VII                                   | військовий                                    | 22 140 м³ | 8 січня 1914      | 23 серпня 1914           |            | Десятий військовий цепелін створений для німецької армії. 21 серпня 1914 року екіпаж дирижабля отримав наказ здійснити розвідувальний політ над французькими військами, які перетнули кордон і просувались до Ельзасу. Після виявлення французів, дирижабль мав атакувати їх. Проте, район розвідки був дуже несприятливий для польоту дирижабля, оскільки йому довелось перетинати гірський хребет Вогези і летіти на низькій висоті. Французи скористались цим і атакували дирижабль, здійснивши постріли із простих карабінів. Ці постріли пошкодили оболонку «LZ 23» і він був вимушений здійснити аварійну посадку біля Сен-Кірена. Після цього розвідувального польоту дирижабль був настільки пошкоджений, що військові списали його і здали на металобрухт.                                    |
| LZ 23           | Z VIII                                  | військовий                                    | 22 140 м³ | 11 травня 1914    | 23 серпня 1914           |            | Одинадцятий військовий цепелін. 21 серпня 1914 року отримай такий же наказ, що і дирижабль «Z VII»(«LZ 22»): пролетіти над французькими військами в Ельзасі і розвідати їх позиції, по можливості атакувати французів. Проте, здійснюючи свій політ, дирижабль був уражений прицільним вогнем піхоти французів і мусив зробити аварійне приземлення в тилу ворога біля Бадонвіля. Екіпаж знищив секретні документи і втік в напрямку до німецького кордону. Дирижабль потрапив до рук французів і був ними розграбований. Німецький екіпаж все ж зміг дістатись до своїх укріплень і доставити розвідувальні дані з польоту. |
| LZ 24           | L 3                                     | військовий флот                               | 22 470 м³ | 11 травня 1914    | 17 лютого 1915           |            | Третій цепелін створений для німецького військового флоту. На початку Першої світової війни був єдиним морським дирижаблем німців. Здійснив 24 розвідувальні польоти над Північним морем. У ніч з 19 на 20 січня 1915 року «L 3» разом з новим німецьким морським цепеліном «L 4» здійснив першу атаку дирижаблів на Британію. «L 3» був завантажений вісьмома 50-кілограмовими бомбами та одинадцятьма 28-кілограмовими запалювальними бомбами та скинув їх на промислові об'єкти розташовані на річці Гамбер. 17 лютого 1915 року повертаючись з розвідувального польоту над Норвегією потрапив у снігову бурю і був змушений здійснити аварійне приземлення біля острова Фаньо. Німецький екіпаж сам спалив дирижабль, щоб він не дістався ворогу, після чого потрапив у полон до військових Данії. |
| LZ 25           | Z IX                                    | військовий                                    | 22 470 м³ | 13 липня 1914     | 8 жовтня 1914            |            | Дванадцятий військовий цепелін. Використовувався для розвідки і бомбардування на півночі Франції. 25 серпня 1914 року скинув дев'ять бомб на Антверпен, які вбили й поранили 26 людей і пошкодили королівський палац в якому якраз перебувала бельгійська королівська сім'я. 8 жовтня 1914 року дирижабль був знищений в своєму елінгу після раптової атаки британських літаків з Королівської військово-повітряної служби (Royal Naval Air Service). |

## Цепеліни побудовані під час Першої світової війни
| Виробнича назва | Цивільна або військова (тактична) назва | Використання                | Об'єм, м³ | Перший політ      | Останній політ               | Зображення | Примітки |
| LZ 26           | Z XII                                   | військовий                  | 25 000 м³ | 14 грудня 1914    | 8 серпня 1917                |            | Військовий цепелін побудований вже під час Першої світової війни. Здійснив 11 військових польотів. 17 березня 1915 року екіпаж дирижабля скасував нічну атаку на Лондон через сильний туман і низьку хмарність, а натомість полетів до Кале і скинув бомби на військові цілі міста. В цій атаці вперше було використано спеціальну розвідувальну гондолу. В 1915 «LZ 26» здійснив ще три спроби бомбардувати Лондон, проте вони були не надто вдалими. У липні 1915 року дирижабль був перекинутий із Західного фронту на Східний і здійснив кілька бомбардувань російських військ. В 1916 році був виведений з фронтової служби та зданий на металобрухт у Ютербозі 8 серпня 1917 року. |
| LZ 27           | L 4                                     | військовий флот             | 22 470 м³ | 18 серпня 1914    | 17 лютого 1915               |            | Військовий цепелін побудований для німецького флоту. Здійснив 11 розвідувальних польотів над Північним морем. Брав участь у першому повітряному нальоті на Британію 19 січня 1915 року. Бомбардував міста Ярмут, Кінгс-Лінн, Кромер. Під час розвідувального польоту 17 лютого 1915 року потрапив у снігову бурю і здійснив вимушене приземлення поблизу найзахіднішого мису Данії Blåvands Huk. Більшість членів екіпажу встигли вистрибнути із дирижабля одразу після його приземлення, проте четверо з них були повторно піднесені над морем і безслідно зникли. |
| LZ 28           | L 5                                     | військовий флот             | 22 500 м³ | 22 вересня 1914   | 7 серпня 1915                |            | Здійснив 47 розвідувальних польотів над Північним і Балтійським морями. Був дуже корисним для виявлення ворожих морських мін. 25 грудня 1914 року здійснив спробу бомбардувати англійський підводний човен «E11», проте той встиг вчасно зануритись у воду. 7 серпня 1915 року був сильно пошкоджений російськими військами, які обороняли район біля Даугавгріва. Після цього польоту був списаний і зданий на металобрухт. |
| LZ 29           | Z X                                     | військовий                  | 22 470 м³ | 13 жовтня 1914    | 20 березня 1915              |            | Тринадцятий військовий цепелін німецької армії. 21 лютого 1915 року здійснив повітряний наліт на Кале і скинув на місто 900 кг бомб. Вночі 20 березня 1915 року дирижабль здійснив бомбардування Парижа, проте вже на зворотному шляху був пошкоджений прицільним вогнем противника та здійснив аварійне приземлення біля Сен-Кантена. Пошкодження виявились дуже значними і дирижабль був списаний військовими і зданий на металобрухт. |
| LZ 30           | Z XI                                    | військовий                  | 22 500 м³ | 11 листопада 1914 | 20 травня 1915               |            | Чотирнадцятий військовий дирижабль німців. Дислокувався в Познані і звідти здійснював повітряні нальоти і бомбардував Гродно, Варшаву і Каунас. 20 травня 1915 року був пошкоджений і згорів внаслідок аварії, яка сталась під час його виходу із власного елінгу в Познані. |
| LZ 31           | L 6                                     | військовий флот             | 22 470 м³ | 3 листопада 1914  | 19 вересня 1915              |            | Дирижабль створений для німецького військового флоту. Здійснив 36 розвідувальних польотів над Північним морем. 25 грудня 1914 року здійснив невдалу атаку на військовий британський корабель «HMS Empress», який міг нести на борту літаки. У ніч з 14 на 15 квітня 1915 року дирижабль скинув 700 кг бомб на англійське місто Малдон. Загорівся 16 вересня 1916 року під час заправки газом у своєму елінгу в районі Гамбург-Фульсбюттель. |
| LZ 32           | L 7                                     | військовий флот             | 22 470 м³ | 20 листопада 1914 | 4 травня 1916                |            | Сьомий цепелін створений для німецького військового флоту. Здійснив 77 розвідувальних польотів над Північним морем. 31 січня 1916 року був сильно пошкоджений під час приземлення в порту Тендер, проте згодом був відремонтований і продовжив свої польоти. 24 квітня 1916 року здійснював бойовий супровід німецького військового корабля Зе́йдліц, який підірвався на морській міні і мусив повернутись в порт на ремонт. 4 травня 1916 року «L 7» був обстріляний англійськими легкими крейсерами «Фаетон» і «Галатея», після чого летів над морем на дуже низькій висоті, через значну втрату підйомного газу із оболонки. Його помітив екіпаж британського підводного човна «E31» і остаточно збив прицільним вогнем. 11 членів екіпажу дирижабля загинули і лише 7 вдалось врятувати. Їх підібрали британці на свій підводний човен і до кінця війни вони перебували в полоні. |
| LZ 33           | L 8                                     | військовий флот             | 22 500 м³ | 17 грудня 1914    | 5 березня 1915               |            | Восьмий морський військовий цепелін німців. Здійснював розвідувальні польоти на Західному фронті. 5 березня 1915 року був обстріляний ворожою артилерію під час повернення з розвідувального польоту над Північним морем. Екіпаж дирижабля спробував повернутись до найближчого німецького порту, проте зміг долетіти лише до бельгійського містечка Тінен, де здійснив аварійне приземлення. Вже через кілька годин після цього, дирижабль було остаточно пошкоджено під час шторму який налетів на нього на землі. |
| LZ 34           | LZ 34                                   | військовий                  | 22 500 м³ | 6 січня 1915      | 21 травня 1915               |            | П'ятнадцятий дирижабль створений для німецької армії. Не отримав спеціальної військової (тактичної) назви і для його позначення німці використовували виробничу назву «LZ 34». Дирижабль використовувався на Східному фронті. У червні 1916 року здійснив бомбардування міст Гродно і Каунас й скинув на них 1110 кг бомб. Під час виконання бойового польоту 21 червня 1915 року дирижабль був обстріляний й пошкоджений. Він здійснив аварійне приземлення поблизу Інстербурга. Одразу після приземлення загорівся і згорів. |
| LZ 35           | LZ 35                                   | військовий                  | 22 470 м³ | 1 січня 1915      | 13 квітня 1915               |            | Шістнадцятий військовий цепелін німців. Служив в армії під власною виробничою назвою «LZ 35» і здійснював бойові польоти на Західному фронті. У ніч з 20 на 21 березня 1915 року здійснив бомбардування Парижа і скинув на місто 820 кг бомб. В квітні 1915 здійснив наліт на бельгійське містечко Поперінге і скинув на нього понад 1600 кг бомб. Під час повернення назад отримав значні пошкодження і здійснив вимушене приземлення поблизу бельгійського міста Ельтре. Згодом був знищений штормом, який налетів на нього на землі. |
| LZ 36           | L 9                                     | військовий флот             | 24 900 м³ | 8 березня 1915    | 16 вересня 1916              |            | Дев'ятий цепелін створений для німецького військового флоту. Здійснив 74 розвідувальні польоти над Північним морем, а також 4 військові рейди на Британію. У ніч з 6 на 7 червня 1915 року під час бомбардування міста Галл вразив 40 будинків та місцеві підприємства і вбив 24 людини. Здійснив кілька спроб атакувати британські підводні човни. 16 вересня 1916 року «L 9» разом з дирижаблем «L 6» згорів у своєму елінгу в районі Гамбург-Фульсбюттель під час заправки оболонки воднем. |
| LZ 37           | LZ 37                                   | військовий                  | 22 470 м³ | 4 березня 1915    | 7 червня 1915                |            | Сімнадцятий дирижабль створений для німецької армії. 6-7 червня 1915 під час першої ж атаки на Кале був значно пошкоджений атакою британських літаків. Був змушений повертатись до власного елінгу, проте недолетів і був збитий британським літаком, яким управляв пілот Реджинальд Варнефорд. Дирижабль впав на жіночий монастир Сінт-Амандсберг біля Гента. Весь екіпаж загинув, врятувався лише офіцер, який стояв в гондолі за кермом дирижабля і встиг вчасно вистрибнути з неї перед самим зіткненням. Через зруйнований дах він впав у порожнє ліжко черниці в монастирі і вижив. Окрім німецького екіпажу, від падіння дирижабля загинули також дві черниці монастиря. |
| LZ 38           | LZ 38                                   | військовий                  | 31 900 м³ | 3 квітня 1915     | 7 червня 1915                |            | Вісімнадцятий цепелін створений для німецьких військових. Мав дещо збільшену оболонку ніж його попередники. З кінця квітня до кінця травня 1915 року здійснив серію бомбардувань англійських прибережних міст на Північному морі. Зокрема, успішно бомбардував Гарідж, Рамсгейт, Саутенд-он-Сі й Лондон і скинув на них 8360 кг бомб. 7 червня 1915 року був зруйнований в своєму елінгу в Брюсселі, після нальоту на нього і бомбардування британських літаків. |
| LZ 39           | LZ 39                                   | військовий                  | 22 900 м³ | 24 квітня 1915    | 18 грудня 1915               |            | Дев'ятнадцятий військовий цепелін німецької армії. В ніч з 6 на 7 червня 1915 року здійснив бомбардування британського портового містечка Гарідж і скинув на нього 900 кг бомб. Згодом здійснив атаку на Кале. Наприкінці липня 1915 року був передислокований на Східний фронт та здійснював атаки на російські війська. 17 грудня 1915 року був підбитий біля Рівного коли намагався скинути бомби на місцевий залізничний вокзал. Вимушено здійснив аварійне приземлення біля Луцька. Пошкодження виявились настільки значними, що німці вирішили розібрати дирижабль на металобрухт. |
| LZ 40           | L 10                                    | військовий флот             | 31 900 м³ | 13 травня 1915    | 3 вересня 1915               |            | Десятий цепелін створений для німецького військового флоту. Перший дирижабль, який використовував не три, а чотири двигуни. Зробив 8 розвідувальних польотів над Північним морем. Здійснив 5 військових рейдів на Британію і атакував місцеві прибережні портові міста, скинувши на них загалом понад 9900 кг бомб. 3 вересня 1915 року потрапив в грозу біля містечка Куксгафен, загорівся і впав на землю після того, як в його оболонку влучила блискавка. Всі 19 членів екіпажу загинули. |
| LZ 41           | L 11                                    | військовий флот             | 31 900 м³ | 7 червня 1915     | 25 квітня 1917 (списаний)    |            | Одинадцятий дирижабль створений для німецького військового флоту. Здійснив 31 розвідувальний політ над Північним морем. Брав участь в 12 рейдах на Британію. Бомбардував міста Лондон, Ліверпуль, Сандерленд і скинув на них 15 543 кг бомб. Брав участь в Ютландській битві. 1 червня 1916 року екіпаж дирижабля зміг по радію повідомити німецькому військово-морському командуванню цінну інформацію про рух частин британського Королівського флоту біля узбережжя Голландії. 1 квітня 1916 року здійснив повітряну атаку на Сандерленд в результаті якої загинуло 22 мирних жителів. 25 квітня 1917 був списаний військовими як застарілий дирижабль. |
| LZ 42           | LZ 72                                   | військовий                  | 31 900 м³ | 15 червня 1915    | 16 лютого 1917 (списаний)    |            | Двадцятий дирижабль створений для німецької армії. Військові взяли дирижабль на озброєння під військовим позначенням «LZ 72». Алюмінієвий сплав, використаний у конструкції «LZ 42», був дуже низької якості. У корабельній рамі були поламані балки через що дирижабль використовували лише в навчальних польотах. 16 лютого 1917 року був списаний військовими як застарілий дирижабль. |
| LZ 43           | L 12                                    | військовий флот             | 31 900 м³ | 21 червня 1915    | 10 серпня 1915               |            | Дванадцятий дирижабль німецького військового флоту. За свою недовгу тримісячну військову кар'єру здійснив 5 розвідувальних польотів над Північним морем. 10 серпня 1915 року повертаючись після бомбардування Лондона, Гаріджа і об'єктів на річці Гамбер дирижабль був атакований британськими військами над Дувром. Був підбитий і впав у протоку Ла-Манш. Згодом, його відбуксирували в порт міста Остенде, де під час спроби демонтажних робіт він загорівся і згорів. |
| LZ 44           | LZ 74                                   | військовий                  | 31 900 м³ | 8 липня 1915      | 8 жовтня 1915                |            | Двадцять перший цепелін створений для німецької армії. Здійснив два військові рейди на Британію і бомбардував місцеві портові міста. Скинув на них 3500 кг бомб. 8 жовтня 1915 року здійснюючи розвідувальний політ потрапив в аварію і врізався в гору. Пошкодження після аварії були настільки значними, що дирижабль було списано і здано на металобрухт. |
| LZ 45           | L 13                                    | військовий флот             | 31 900 м³ | 23 липня 1915     | 25 квітня 1917 (списаний)    |            | Тринадцятий дирижабль створений для військового флоту Німеччини. Базувався поблизу містечка Гаге. Здійснив 45 розвідувальних польотів над Північним морем. Брав участь в 15 повітряних рейдах на Британію. У ніч з 8 на 9 вересня 1915 року здійснив перший в історії повітряний наліт на центр Лондона, який призвів до значних пошкоджень місцевих будівель. Зокрема, після цієї атаки загорілись текстильні склади, які знаходились північніше від Собору Святого Павла і було завдано збитків на 530 000 фунтів стерлінгів. Брав участь в Ютландській битві. 25 квітня 1917 року дирижабль був знятий з озброєння і списаний як застарілий. |
| LZ 46           | L 14                                    | військовий флот             | 31 900 м³ | 9 серпня 1915     | 23 червня 1919               |            | Чотирнадцятий дирижабль створений для німецького військового флоту. Один з найуспішніших військових дирижаблів. Здійснив 42 розвідувальних польоти над Північним морем і 17 повітряних рейдів на Британію. Базувався в містечку Гаге. В ніч з 8 на 9 вересня 1915 року атакував Лондон і Норвіч. Двічі атакував британський флот в затоці Ферт-оф-Форт. В 1917 році був списаний військовими як застарілий дирижабль і був перевезений в містечко Нордхольц. 23 червня 1919 року був знищений екіпажем після показового Самозатоплення німецького флоту. |
| LZ 47           | LZ 77                                   | військовий                  | 31 900 м³ | 24 серпня 1915    | 21 лютого 1916               |            | Двадцять другий військовий дирижабль німецької армії. Військові використовували для його позначення тактичну назву «LZ 77». Здійснив шість повітряних рейдів на Британію і Францію й скинув на них загалом 12610 кг бомб. У Франції здійснив наліт на містечка Шалон-ан-Шампань та Сюїпп. В січні 1916 року намагався вразити бомбами французький промисловий завод в Ле-Крезо. 21 лютого 1916 року, в перші дні Верденської битви, атакуючи залізничну станцію біля Ревіньї-сюр-Орнен дирижабль був підбитий зенітною гарматою французів, загорівся і впав біля містечка Брабан-ле-Руа. Весь екіпаж загинув. |
| LZ 48           | L 15                                    | військовий флот             | 31 900 м³ | 9 вересня 1915    | 1 квітня 1916                |            | П'ятнадцятий цепелін німецького військового флоту. Здійснив 8 розвідувальних польотів над Північним морем і три повітряні рейди на Британію. Скинув на англійські міста 5780 кг бомб. 1 квітня 1916 року здійснював атаку на Лондон, але був підбитий із зенітної гармати біля містечка Дартфорд. Впав недалеко від гирла Темзи, поблизу селища Kentish Knock Deep. Весь екіпаж дирижабля потрапив у полон. |
| LZ 49           | LZ 79                                   | військовий                  | 31 900 м³ | 2 серпня 1915     | 30 січня 1916                |            | Двадцять третій військовий дирижабль німецької армії. Використовувався під тактичною назвою «LZ 79». Брав участь у боєвих діях і на Східному і на Західному фронтах. В ніч з 10 на 11 серпня 1915 року здійснив повітряну атаку на міста Брест і Ковель й скинув на них 1500 кг бомб. 25 і 26 серпня 1915 року повторив атаку на Брест і скинув на місцеву залізничну станцію ще 1100 кг бомб. 25 і 26 січня 1916 року здійснив невдалу атаку на промислові об'єкти французького містечка Ле-Крезо. Наприкінці січня 1916 року здійснюючи наліт на Париж дирижабль був підбитий французькими зенітними гарматами. Відступаючи, він здійснив вимушене аварійне приземлення біля бельгійського містечка Ат. Ніхто з екіпажу не постраждав, проте сам дирижабль більше не літав. |
| LZ 50           | L 16                                    | військовий флот             | 31 900 м³ | 23 вересня 1915   | 19 жовтня 1917               |            | Шістнадцятий дирижабль німецького військового флоту. Здійснив 44 успішні розвідувальні польоти і 12 повітряних рейдів на Британію. Скинув 18 048 кг бомб на британські військові і промислові об'єкти. Взимку 1916 року дирижабль забезпечував продовольством німецькі острови Північного моря, оскільки морський шлях був занадто замерзлим. 19 жовтня 1917 року, здійснюючи тренувальний політ, був вимушений зробити аварійне приземлення біля міста Брунсбюттель. Отримав значні пошкодження, був розібраний і зданий на металобрухт. |
| LZ 51           | LZ 81                                   | військовий                  | 35 800 м³ | 7 жовтня 1915     | 27 вересня 1916              |            | Двадцять четвертий військовий дирижабль німецької армії. Базувався в румунському містечку Синандрей і спершу брав участь в боєвих діях на Південно-Східному фронті. 9 листопада 1915 року здійснив офіційний дипломатичний рейс з Тімішоари до Софії пролетівши над територією ворожої Сербії. З лютого 1916 року брав участь в боєвих діях на Західному фронті. В квітні 1916 року здійснив атаку на Етабль, але був пошкоджений ворожим обстрілом. Наприкінці вересня 1916 року здійснюючи вже другу атаку на Бухарест, дирижабль був підбитий і 27 вересня він впав біля болгарського міста Велико-Тирново. Більшість членів екіпажу вижили і лише один з них загинув. |
| LZ 52           | L 18                                    | військовий флот             | 31 900 м³ | 3 листопада 1915  | 17 листопада 1915            |            | Вісімнадцятий дирижабль німецького військового флоту. Мав дуже коротку історію польотів. Перший з них здійснив 3 листопада 1915 року, а вже через два тижні загорівся і вибухнув в елінгу, що знаходився поблизу містечка Тендер. Аварія сталась під час наповнення оболонки дирижабля воднем, який раптово витік через розгерметизацію балонів. В результаті, загинули 6 місцевих робітників і 1 член екіпажу дирижабля. |
| LZ 53           | L 17                                    | військовий флот             | 31 900 м³ | 20 жовтня 1915    | 28 грудня 1916               |            | Сімнадцятий дирижабль німецького військового флоту. Здійснив 27 успішних розвідувальних польоти і 9 повітряних рейдів на Британію, під час яких скинув на її міста 10 724 кг бомб. 24 квітня 1916 року здійснив успішну атаку на британські артилерійські батареї поблизу Іпсвіча і Норвіча. Ця атака була частиною морської операція, яку пізніше часто називають Лоустофтським рейдом. Брав участь в Ютландській битві. 24 вересня 1916 року здійснив бомбардування Ноттінгема в результаті якого загинуло троє місцевих жителів, а ще 17 отримали поранення. 28 грудня 1916 року дирижабль згорів у елінгу біля містечка Тендер. Загоряння сталось внаслідок аварії іншого дирижабля «L 24» («LZ 69»), який не зміг нормально пройти у вхідні двері елінгу, пошкодив власну оболонку і загорівся разом із стінами. Згодом вогонь перекинувся і на «L 17».                         |
| LZ 54           | L 19                                    | військовий флот             | 31 900 м³ | 23 вересня 1915   | 19 жовтня 1917               |            | Дев'ятнадцятий дирижабль німецького військового флоту. 31 січня 1916 року брав участь в повітряному рейді на Британію і скинув на Шеффілд 1600 кг бомб. Повертаючись назад, дирижабль потрапив в туман, помилково перетнув кордон і залетів в Нідерланди, після чого був підбитий зенітними гарматами. Наступного дня, 1 лютого 1916 року, він здійснив аварійне приземлення в Північному морі. Уламки дирижабля із екіпажем ще два дні плавали в морі, перш ніж остаточно затонути. Їх міг врятувати британський траулер «King Stephen», проте його капітан відмовився це зробити через страх, що німці захоплять корабель, бо їх було значно більше ніж рибалок. Таким чином, весь екіпаж дирижабля затонув залишивши після себе лише кілька повідомлень відправлених у звичайній скляній пляшці.                                                                                  |
| LZ 55           | LZ 85                                   | військовий                  | 35 800 м³ | 12 вересня 1915   | 5 травня 1916                |            | Двадцять п'ятий військовий цепелін німецької армії. Спершу брав участь в боєвих діях на Східному фронті і здійснив бомбардування міст Мінськ і Даугавпілс, а також атакував залізничні станції поблизу Риги. Згодом був перекинутий на Салоніцький фронт і здійснив три повітряні рейди на Салоніки. 5 травня 1916 року здійснюючи нову атаку на місто, дирижабль потрапив під потужний оборонний вогонь зенітних ракет і був підбитий військовими з британського корабля «HMS Agamemnon». Дирижабль впав в болота на березі річки Вардар. Всі 12 членів екіпажу потрапили в полон. Згодом, металеву конструкцію цепеліна було перенесено до Білої вежі в Салоніках, де її вивчали інженери, щоб дізнатись всі особливості німецьких військових дирижаблів. |
| LZ 56           | LZ 86                                   | військовий                  | 35 800 м³ | 10 жовтня 1915    | 5 вересня 1916               |            | Двадцять шостий військовий дирижабль німецької армії. Воював на Східному фронті. Здійснив 7 військових повітряних рейдів і скинув 14 800 кг бомб на різні військові й промислові об'єкти. 5 вересня 1916 року під час спроби атаки на нафтопереробні заводи в Плоєшті був підбитий і впав на землю біля Тімішоари. Дев'ять членів екіпажу загинули. |
| LZ 57           | LZ 87                                   | військовий, військовий флот | 35 800 м³ | 6 грудня 1915     | 28 липня 1917                |            | Двадцять сьомий військовий цепелін німецької армії. Брав участь в боєвих діях на Західному фронті. Здійснив два повітряні рейди на англійські портові міста Маргейт та Рамсгейт. Скинув на них 3000 кг бомб. В липні 1916 року був переведений на німецький військовий флот. Здійснив 16 розвідувальних польотів над Балтійським морем. Згодом використовувався лише як навчальний дирижабль. 28 липня 1917 року був списаний військовими і розібраний на металобрухт в містечку Ютербог. |
| LZ 58           | LZ 88/L 25                              | військовий, військовий флот | 35 800 м³ | 14 листопада 1915 | 15 вересня 1917              |            | Двадцять восьмий військовий дирижабль німецької армії. Використовувався під тактичною назвою «LZ 88». Здійснив 14 розвідувальних польотів під час боєвих дій на Західному фронті. В січні 1917 року був переведений на військовий німецький флот і отримав нове тактичне позначення «L 25». У флоті здійснював лише тренувальні і експериментальні польоти. У вересні 1917 року був списаний як застарілий дирижабль. |
| LZ 59           | L 20                                    | військовий флот             | 35 800 м³ | 21 грудня 1915    | 3 травня 1916                |            | Двадцятий дирижабль німецького військового флоту. Здійснив 6 розвідувальних польотів над Північним морем і два повітряні рейди на Британію. Атакував англійські міста Бертон-апон-Трент та Лафборо. 3 травня 1916 року здійснював атаку на Мідлсбро і кілька об'єктів в шотландській частині британських островів. Під час повернення назад потрапив у шторм і був віднесений вітром до Норвегії. Застряг біля містечка Ставангер, згодом впав у воду і через брак палива був покинутий екіпажем у місцевому фіорді. Екіпаж потрапив у полон. |
| LZ 60           | LZ 85                                   | військовий                  | 35 800 м³ | 1 січня 1916      | 7 листопада 1916             |            | Двадцять дев'ятий військовий цепелін німецької армії. Здійснив повітряні рейди на англійські міста Бар-ле-Дюк, Норвіч, Етапль та Лондон. Скинув на них 8860 кг бомб. Під час атаки на Лондон, 4 вересня 1916 року, екіпаж дирижабля використав оновлену розвідувальну гондолу, завдяки якій дирижабль зміг піднятись на рекордну висоту 5900 м. 7 листопада 1916 року дирижабль зірвався з посадкової щогли під час шторму, був віднесений вітром в Північне море і зник. Його так і не знайшли. Жоден з членів екіпажу не постраждав, бо не перебував на борту під час шторму. |
| LZ 61           | L 21                                    | військовий флот             | 35 800 м³ | 12 вересня 1915   | 28 листопада 1916            |            | Двадцять перший дирижабль німецького військового флоту. Здійснив 17 розвідувальних польотів над Північним морем і 10 повітряних рейдів на Британію. В 1916 році атакував англійські міста Болтон, Волсолл, Тіптон. 28 листопада 1916 року повертаючись після чергового повітряного нальоту був підбитий кількома британськими літаками, які використали для цієї атаки запалювальні боєприпаси. Після попадання боєприпасів, дирижабль спалахнув в повітрі і впав у море приблизно за вісім миль на схід від Лоустофта. Ніхто з членів екіпажу не вижив. |
| LZ 62           | L 30                                    | військовий флот             | 55 200 м³ | 28 травня 1916    | 17 листопада 1917 (списаний) |            | Двадцять п`ятий дирижабль створений для німецького військового флоту. Перший цепелін класу R із значно збільшеним об'ємом оболонки (з 35 тисяч до 55). Один з найуспішніших дирижаблів Першої світової війни. Здійснив 31 розвідувальний політ над Північним і Балтійським морями та кілька польотів на Східному фронті. Під час 10 повітряних рейдів на Британію атакував різні англійські міста, в тому числі й Лондон і скинув на них 23305 кг бомб. Восени 1917 року брав участь в операції Альбіон на Східному фронті і здійснив повітряний наліт на Лівонію і острів Сааремаа. Після поразки Німеччини у війні дирижабль був переданий Бельгії, як частина військових репарацій, але через брак ресурсів більше ніколи не літав і в 1920 році був розібраний на окремі деталі. Деякі частини дирижабля збереглись в авіаційному відділі «Музею військової історії» в Брюсселі. |
| LZ 63           | LZ 93                                   | військовий                  | 31 900 м³ | 23 лютого 1916    | 22 серпня 1917 (списаний)    |            | Тридцятий цепелін створений для німецької армії. Отримав тактичне військове позначення «LZ 93». За рік служби здійснив три повітряні рейди на Дюнкерк, Гарідж і Мардік і скинув на них 3240 кг бомб. В серпні 1917 року був списаний і розібраний на металолом. |
| LZ 64           | L 22                                    | військовий флот             | 35 800 м³ | 2 березня 1916    | 14 травня 1917               |            | Двадцять другий дирижабль німецького військового флоту. Здійснив 30 розвідувальних польотів і 8 повітряних рейдів на Британію. Скинув на англійські міста 9215 кг бомб. 16 квітня 1916 року зазнав пошкоджень біля власного елінгу в місті Тендер, проте згодом був відремонтований і продовжив літати. 14 травня 1917 року здійснюючи черговий розвідувальний політ, дирижабль потрапив під обстріл британських літаків, був підбитий ними і впав у море поблизу острова Терсхеллінг. |
| LZ 65           | LZ 95                                   | військовий                  | 35 800 м³ | 31 січня 1916     | 21 лютого 1917               |            | Тридцять перший військовий дирижабль німецької армії. Отримав тактичне військове позначення «LZ 95». Мав дуже коротку історію польотів. Вже під час одного з перших боєвих вильотів і спроби атакувати французьке місто Вітрі-ле-Франсуа був підбитий і здійснив вимушене аварійне приземлення біля міста Намюр. Після цього випадку дирижабль не відновлювали і він більше ніколи не літав. |
| LZ 66           | L 23                                    | військовий флот             | 35 800 м³ | 8 квітня 1916     | 21 серпня 1917               |            | Двадцять третій дирижабль німецького військового флоту. Здійснив 51 розвідувальний політ і 3 повітряні рейди на Британію. Атакував і скинув 5 254 кг бомб на англійські міста Бостон (графство Лінкольншир) та Вайбертон. 23 квітня 1917 року здійснив повітряний напад на норвезький корабель «Royal» у Північному морі. Атака змусила норвежців покинути корабель і його захопив екіпаж «L 23». 21 серпня 1917 року дирижабль був підбитий британським літаком «Sopwith Pup», яким управляв лейтенант Bernard A. Smart. Дирижабль загорівся і впав в море. Всі члени екіпажу загинули. |
| LZ 67           | LZ 97                                   | військовий                  | 35 800 м³ | 4 квітня 1916     | 5 липня 1917 (списаний)      |            | Тридцять другий військовий дирижабль німецької армії. В армії використовувався під тактичною назвою «LZ 97». Двічі скидав бомби на Лондон. Здійснив повітряні атаки на Булонь і Бухарест. 5 липня 1917 року після розпуску німецької військової служби дирижаблів, був знятий з озброєння і списаний як застарілий літальний апарат. |
| LZ 68           | LZ 98                                   | військовий                  | 35 800 м³ | 28 квітня 1916    | 1 серпня 1917                |            | Тридцять третій військовий дирижабль німецької армії. Використовував тактичне військове позначення «LZ 98». Здійснив одну успішну повітряну атаку на Лондон і декілька невдалих рейдів через погані погодні умови. В листопаді 1916 року був переданий німецькому військовому флоту. Здійснив 15 розвідувальних польотів над Балтійським морем. В серпні 1917 року був списаний як застарілий дирижабль. |
| LZ 69           | L 24                                    | військовий флот             | 35 800 м³ | 20 травня 1916    | 28 грудня 1916               |            | Двадцять четвертий дирижабль німецького військового флоту. Здійснив 19 розвідувальних польотів над Північним морем і 4 повітряні рейди на Британію. Скинув 8510 кг бомб на різні англійські промислові, цивільні та військові об'єкти в Лондоні, Норфолку і Гартфордширі. 1 червня 1916 року брав участь в Ютландській битві. 28 грудня 1916 року після чергового польоту і приземлення, не зміг нормально увійти у вхідні двері власного елінгу в місті Тендер, вдарився об стіну, загорівся і вибухнув. В результаті цієї аварії окрім «L 24» згорів також інший дирижабль «L 17», який якраз перебував в тому ж елінгу. |
| LZ 70           |                                         |                             |           |                   |                              |            | Не побудований через переобладнання на збільшений тип дирижабля. |
| LZ 71           | LZ 101                                  | військовий                  | 35 800 м³ | 29 червня 1916    | 1 вересня 1917 (списаний)    |            | Дирижабль створений для німецької армії. Був відправлений в Болгарію і здійснював свої польоти з військової бази в місті Ямбол. Здійснив 7 успішних атак на міста Бухарест, Галац, Фетешть, Мітилена, Ясси і Одесу, а також на румунське село Чулніца і на грецьке село Мудрос. Загалом скинув на них 11 934 кг бомб. У вересні 1917 року після розпуску німецької військової служби дирижаблів був списаний та розібраний на металобрухт. |
| LZ 72           | L 31                                    | військовий флот             | 55 200 м³ | 12 липня 1916     | 2 жовтня 1916                |            | Дирижабль створений для німецького військового флоту. 19 серпня 1916 року взяв участь в морській операції спрямованій на атаку британського міста Сандерленд. Здійснив 6 повітряних рейдів на Британію. 2 жовтня 1916 року під час чергової спроби атакувати Лондон, дирижабль був збитий британським пілотом Lt. W. Tempest. Загорівся в повітрі і впав поблизу містечка Potters Bar. Весь екіпаж загинув. |
| LZ 73           | LZ 103                                  | військовий                  | 35 800 м³ | 8 серпня 1916     | 1 серпня 1917 (списаний)     |            | Дирижабль створений для німецької армії. Використовував військову тактичну назву «LZ 103». Здійснив успішну повітряну атаку на французьке місто Кале і скинув на нього 1530 кг бомб. В серпні 1917 року був списаний і розібраний на металобрухт після розпуску німецької військової служби дирижаблів. |
| LZ 74           | L 32                                    | військовий флот             | 55 200 м³ | 8 серпня 1916     | 24 вересня 1916              |            | Дирижабль створений для німецького військового флоту. Здійснив 3 повітряні рейди на Британію. 19 серпня 1916 року взяв участь в морській операції спрямованій на атаку британського міста Сандерленд. 24 вересня 1916 року був збитий британським військовим пілотом Frederick Sowrey недалеко від Лондона. Загорівся в повітрі і впав біля містечка Great Burstead. Всі 22 членів екіпажу загинули. |
| LZ 75           | L 37                                    | військовий флот             | 55 200 м³ | 9 листопада 1916  | 24 вересня 1916              |            | Дирижабль створений для німецького військового флоту. Здійснив 17 розвідувальних польотів над Північним і Балтійським морями. В жовтні 1917 року взяв участь в операції «Альбіон». Брав участь в захоплені і окупації острова Сааремаа, а також здійснив бомбардування залізничних станцій в містах Валміера і Валка. 1 жовтня 1917 року атакував місто Салацгрива, а 16 жовтня 1917 року здійснив бомбардування міста Пярну. Після завершення Першої світової війни був розібраний і переданий Японії як частина військових репарацій. |
| LZ 76           | L 33                                    | військовий флот             | 55 200 м³ | 30 серпня 1916    | 24 вересня 1916              |            | Дирижабль створений для німецького військового флоту. 23 вересня 1916 року під час своєї першої ж повітряної атаки на Лондон був підбитий британськими льотчиками з «39 королівської ескадрильї» (Number 39 Squadron) над Ессексом. Головний командир дирижабля капітан-лейтенант Алоїз Бокер врахував всі пошкодження і зрозумів, що дирижабль не зможе перетнути Північне море. Він наказав здійснити аварійне приземлення біля селища Little Wigborough. Одразу після приземлення екіпаж спалив оболонку дирижабля. Згодом, британські інженери досліджували металевий каркас дирижабля, який не згорів і пізніше використовували його плани як основу для будівництва власних дирижаблів R33 і R34. |
| LZ 77           | LZ 107                                  | військовий                  | 35 800 м³ | 16 жовтня 1916    | 1 липня 1917 (списаний)      |            | Дирижабль створений для німецької армії. Використовув військову тактичну назву «LZ 107». Здійснив успішну повітряну атаку на французьке місто Булонь під час якої було використано 1440 кг бомб. В липні 1917 року був списаний після розпуску німецької військової служби дирижаблів. |